# Hoofdstad Operette
De Hoofdstad Operette was een professioneel operettegezelschap in Nederland. Het werd in 1945 opgericht door Meyer Hamel en Otto Aurich en was een voortzetting van de vooroorlogse Fritz Hirsch Operette.
Het gezelschap bracht door heel Nederland de Weense operette, met als terugkerende hoogtepunten de operettes Zwei Herzen im Dreivierteltakt, Gräfin Mariza, Die Csárdásfürstin, Die lustige Witwe en Der Bettelstudent. Zo kort na de oorlog werden de werken aanvankelijk vertaald in het Nederlands uitgevoerd, maar het publiek gaf uiteindelijk toch de voorkeur aan de oorspronkelijke Duitstalige versies.

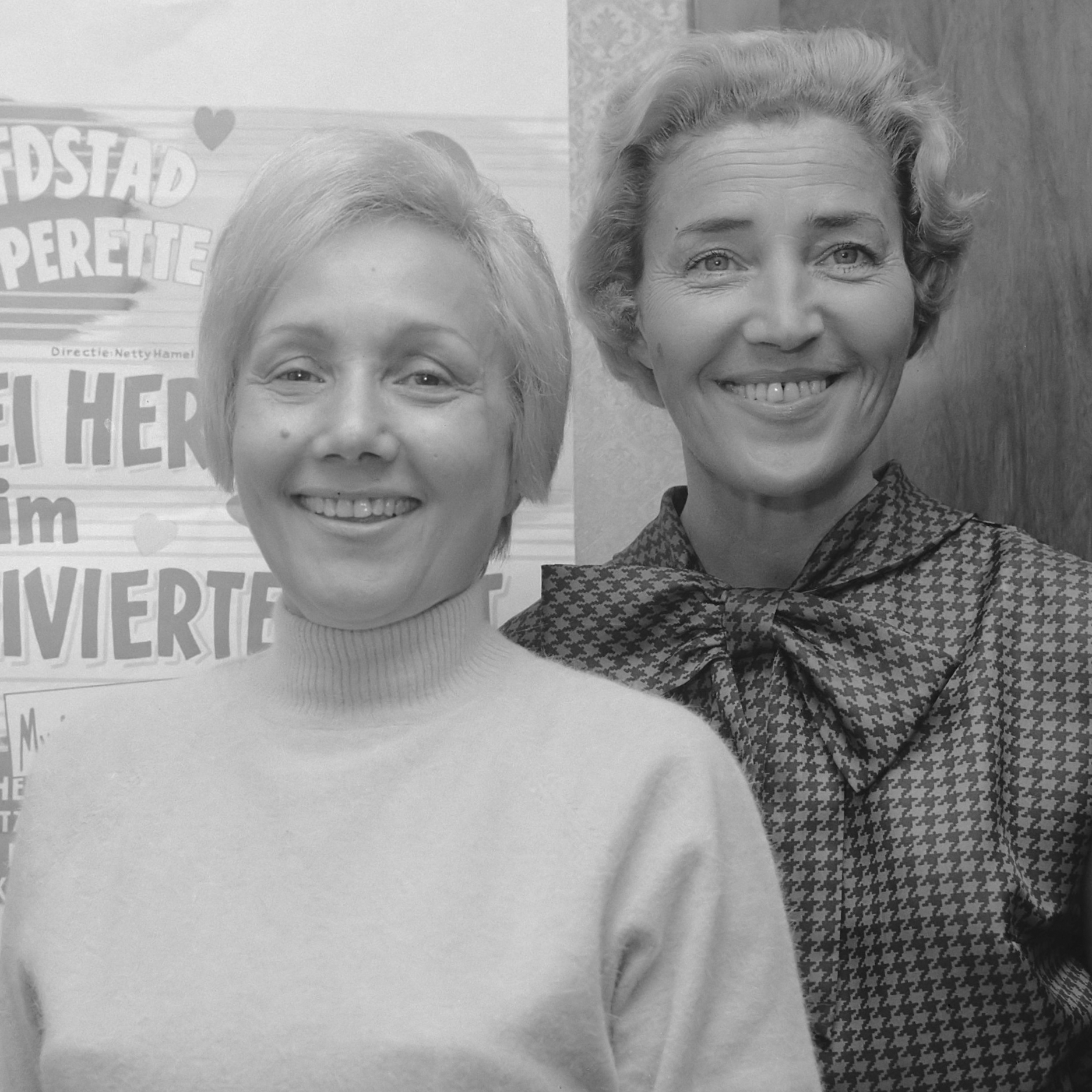
Netty Hamel en Ruth Aurich (1966)

Na het overlijden van Meyer Hamel werd het gezelschap voortgezet onder leiding van zijn weduwe Netty Hamel.
De Hoofdstad Operette speelde in alle grote en kleinere schouwburgen in Nederland en tevens een aantal voorstellingen per seizoen in België en Duitsland. De zaalbezetting was tijdens het gehele bestaan met gemiddeld 90% ongekend hoog.
In 1990 werd onder Philip Hamel, zoon van Meyer en Netty, een nieuwe weg ingeslagen met een Franse productie: Orphée aux Enfers van Jacques Offenbach. Daarna volgden nog een aantal succesvolle producties. Hoewel de bezoekersaantallen onveranderd hoog bleven, werd de subsidie door de overheid stopgezet. Zonder subsidie bleek het niet mogelijk de kwaliteit te handhaven en dit leidde tot de ondergang van het gezelschap.